# Zeoliti
Prema klasičnoj definiciji zeolit je kristalni mikroporozni oksid, čiju mrežastu strukture čine spojeni tetraedri silicija i aluminija, stvarajući tako kanale mikroporoznih dimenzija u kojima se mogu naći alkalijski i zemnoalkalijski kationi te molekule vode. Ova definicija se više odnosi na prirodne zeolite, koji su prvo otkriveni te istraživani.
Potražnja za ovim materijalima dovela je do snažnog razvoja sintetičkih zeolita, za neke od njih čak ne postoji prirodni ekvivalent.
Zeolitni materijali privlače pažnju svojim jedinstvenim svojstvima kao što su velika površina, definiran sustav kanala i kontrolirana gustoća aktivnih mjesta. Zahvaljujući jedinstvenom sustavu pora, ovaj materijal može primijeniti selektivnost oblika (eng. shape selectivity) za reaktante i produkte. Zbog ovih svojstava ih se naziva molekularnim sitima.

## Povijest zeolita
Godine 1756. otkrio ih je švedski mineralog Axel Crönstedt, proučavajući mineral stilbit koji je tijekom zagrijavanja bubrio: ta nova obitelj minerala nazvana je zeolitima od grčkih riječi "zeo" i "lithos" koje znače "kipjeti" i "kamen'' Prvi sintetski zeolit (levinit) je dobiven 1862. u laboratoriju St. Claire Deville. Većinu otkrića u području zeolita donio je Richard M. Barrer, otac zeolitne kemije, koji je razvio put za većinu trenutnih primjena zeolita.

## Struktura zeolita
Zeoliti su kristalni alumniosilikati s kemijskom formulom Mx/n(AlO2)x(SiO2)y, gdje je n valencija kationa M, x+y je ukupni broj tetreadra po jediničnoj ćeliji i y/x je atomski omjer Si/Al, koji varira od minimalne vrijednosti 1 (Löwensteinovo pravilo) do beskonačnosti. TO4 tetraedri (SiO4 ili AlO4-) povezani su kisikovim atomima, pa je odnos O/(Al + Si) = 2. Primarne strukturne jedinice, tetraderi stvaraju dvodimenzionalne i trodimenzionalne sekundarne strukturne jedinice te nastaje trodimenzionalna prostorna mrežasta struktura s porama i šupljinama karakteristična za zeolite.

## Vrste i primjena zeolita
Prirodni zeoliti hidrirani su alumosilikatni minerali, kojih je poznato više od 30 vrsta i obično se nalaze u mladim eruptivnim stijenama, osobito u bazaltima i fonolitima. U sintetskim zeolitima šupljine i kanali većinom su pravilno isprepleteni u obliku trodimenzijskih sita, s otvorima koji približno odgovaraju veličini molekula; odatle za sintetske zeolite naziv molekularna sita.
U poljoprivredi, klinoptilolit (prirodni zeolit) koristi se u obradi tla. On pruža ujednačen i polagan izvor kalija. Ako sadrži amonijak, zeolit može poslužiti sličnoj funkciji i u polaganom otpuštanju dušika. Zeoliti mogu djelovati i kao vodeni moderatori, u kojima će apsorbirati vode do 55% svoje težine i polagano ga pustiti na zahtjev biljke. Ovo svojstvo može spriječiti opadanje korijena i umjerene cikluse suše. 
Clinoptilolit se također dodaje u pileću hranu, apsorpcija vode i amonijaka kod zeolita rezultira perad s manjim izlijevanjem, manje mirisa i stoga lakše za rukovanje.
Zeoliti se najviše primjenjuju za čišćenje prirodnoga plina, za sušenje nafte i naftnih destilata, u demineralizaciji vode, kao katalizatori petrokemijskih procesa, kao punilo za papir, u proizvodnji izolacijskog i lakoga građevnog materijala i dr.

## Vanjske poveznice

### Sestrinski projekti
|  | Zajednički poslužitelj ima još gradiva o temi Zeoliti |

### Mrežna mjesta
- Dokazi u medicini – Zeoliti: daleko od čudesnog učinka na zdravlje  Arhivirana inačica izvorne stranice od 22. prosinca 2017. (Wayback Machine)
- www.horti-kultura.hr – Zeolit u poljoprivredi  Arhivirana inačica izvorne stranice od 22. prosinca 2017. (Wayback Machine)
- www.pbf.unizg.hr – Zeoliti: Čudo koje dolazi iz prirode
- Hrvatska zeolitna udruga  Arhivirana inačica izvorne stranice od 14. siječnja 2018. (Wayback Machine)